# Economía de Inglaterra en la Edad Media

La economía medieval de Inglaterra comprendía tres grupos: los clérigos que rezaban, los caballeros que luchaban y los campesinos que labraban la tierra.

La economía de Inglaterra en la Edad Media, desde la invasión normanda en 1066 hasta la muerte de Enrique VII, fue fundamentalmente agrícola; aunque, incluso antes de la invasión, la economía de mercado era importante para los productores. Las instituciones normandas, incluyendo la servidumbre, fueron superpuestas a un sistema existente de campos abiertos y pueblos bien establecidos en el comercio internacional. En los cinco siglos siguientes, la economía creció en un principio y luego sufrió una aguda crisis que dio lugar a importantes cambios políticos y económicos. A pesar de las perturbaciones económicas en las economías urbanas y de extracción, incluyendo cambios en los poseedores de riqueza y la ubicación de estas economías, la producción económica de pueblos y minas se desarrolló e intensificó en el período. A fines de esta época, Inglaterra tenía un gobierno débil, para estándares posteriores, supervisaba una economía dominada por fincas alquiladas controladas por la aristocracia y una comunidad próspera de comerciantes indígenas ingleses y corporaciones.
Los siglos XII y XIII presenciaron un inmenso desarrollo de la economía de Inglaterra. Tal crecimiento fue impulsado en parte por el aumento de la población de alrededor de 1,5 millones en la época de creación del Libro Domesday en 1086 a 4-5 millones en 1300. Inglaterra siguió siendo una economía principalmente agrícola, con los derechos de los grandes terratenientes y los deberes de los siervos cada vez más consagrados en la legislación inglesa. Más tierra, la mayor parte a expensas de los bosques reales, fue puesta a producir para alimentar a la creciente población o para producir lana para exportar a Europa. Muchos cientos de ciudades nuevas, algunas de ellas planificadas, surgieron en toda Inglaterra, lo que incentivó la creación de gremios, ferias y otras importantes instituciones medievales. Los descendientes de los financistas judíos que habían llegado a Inglaterra con Guillermo el Conquistador desempeñaron un papel significativo en la economía, junto con las órdenes religiosas cisterciense y agustina que lograron convertirse en actores principales en el comercio lanero del norte. La minería se incrementó en Inglaterra, con el auge de la plata del siglo XII, lo que impulsó una moneda en rápida expansión.
El crecimiento económico empezó a declinar a fines del siglo XIII, debido a una combinación de sobrepoblación, escasez de tierras y suelos agotados. La pérdida de vidas en la Gran Hambruna de 1315-1317 sacudió enormemente a la economía inglesa y el crecimiento demográfico cesó; el primer brote de peste negra en 1348 mató a alrededor de la mitad de la población inglesa, con consecuencias importantes para la economía posterior a la plaga. El sector agrícola se contrajo, con salarios altos, precios bajos y beneficios reducidos que llevaron a la desaparición definitiva del sistema antiguo de dominios (demesne) y el advenimiento del sistema agrícola moderno de tierras con rentas en efectivo. La Rebelión de Wat Tyler de 1381 sacudió el antiguo orden feudal y limitó considerablemente los niveles de recaudación fiscal real por todo un siglo. En el siglo XV, tuvo lugar el crecimiento de la industria textil inglesa y el establecimiento de una nueva clase de comerciante inglés internacional, cada vez más con base en Londres y el suroeste de Inglaterra, prosperando a costa de las antiguas economías reducidas de los asentamientos orientales. Estos nuevos sistemas de comercio significaron el fin de muchas ferias internacionales y el surgimiento de compañías comerciales. Junto con mejoras en la metalurgia y la construcción naval, representó el fin de la economía medieval y el inicio del Edad Moderna temprana en la economía inglesa.

## Invasión y período normando temprano (1066-1100)
Guillermo el Conquistador invadió Inglaterra en 1066, derrotó al rey anglosajón Harold II en la batalla de Hastings y puso al país bajo dominio normando. Esta campaña fue seguida por feroces campañas militares conocidas como la Devastación del norte en 1069-1070, que extendió la autoridad normanda en todo el norte de Inglaterra. El sistema de gobierno de Guillermo era ampliamente feudal, en cuanto el derecho a poseer la tierra estaba relacionado con el servicio al rey; sin embargo, en muchos otros aspectos, la invasión hizo poco por alterar la naturaleza de la economía inglesa. La mayor parte de los daños ocasiones por la invasión fue en el norte y el oeste de Inglaterra, algunas de cuyas regiones aún estaban registradas como "tierras baldías" en 1086. Muchas de las características centrales del sistema agrícola y financiero inglés se mantuvo estable en las décadas inmediatamente posteriores a la conquista.

### Agricultura

#### Agricultura inglesa

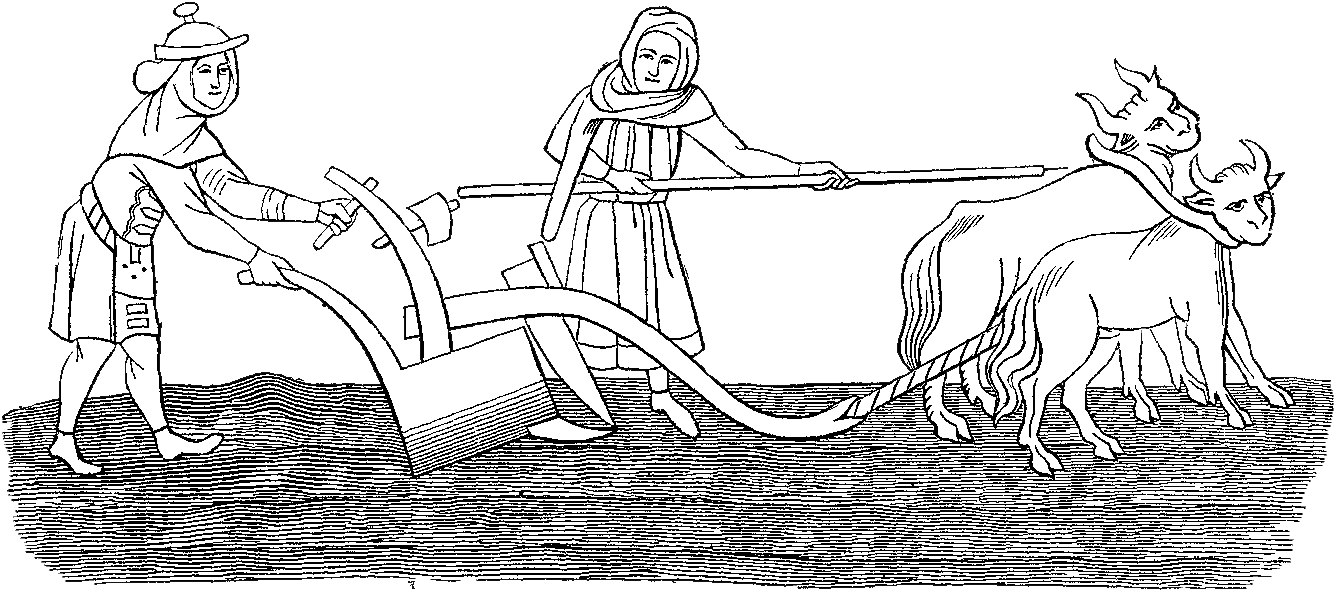
Labradores trabajando con un arado de bueyes.

La agricultura conformó el centro de la economía inglesa para la época de la invasión normanda. Veinte años después de la invasión, el 35 % de Inglaterra estaba cubierta por tierra arable, 25 % estaba dedicada a pastos, el 15 % estaba conformado por bosques y en el 25 % restante predominaban los páramos, brezales y fens. El trigo fue el cultivo más importante, pero el centeno, la cebada y la avena también fueron extensamente cultivados. En las zonas más fértiles del país, tales como el valle del Támesis, Midlands y el este de Inglaterra, también se cultivaron legumbres y frijoles. Se mantuvo la cría de ovejas, vacas, bueyes y cerdos, aunque la mayoría de ejemplares era mucho más pequeña que sus equivalentes modernos y solían ser sacrificados en invierno.

#### Sistema señorial

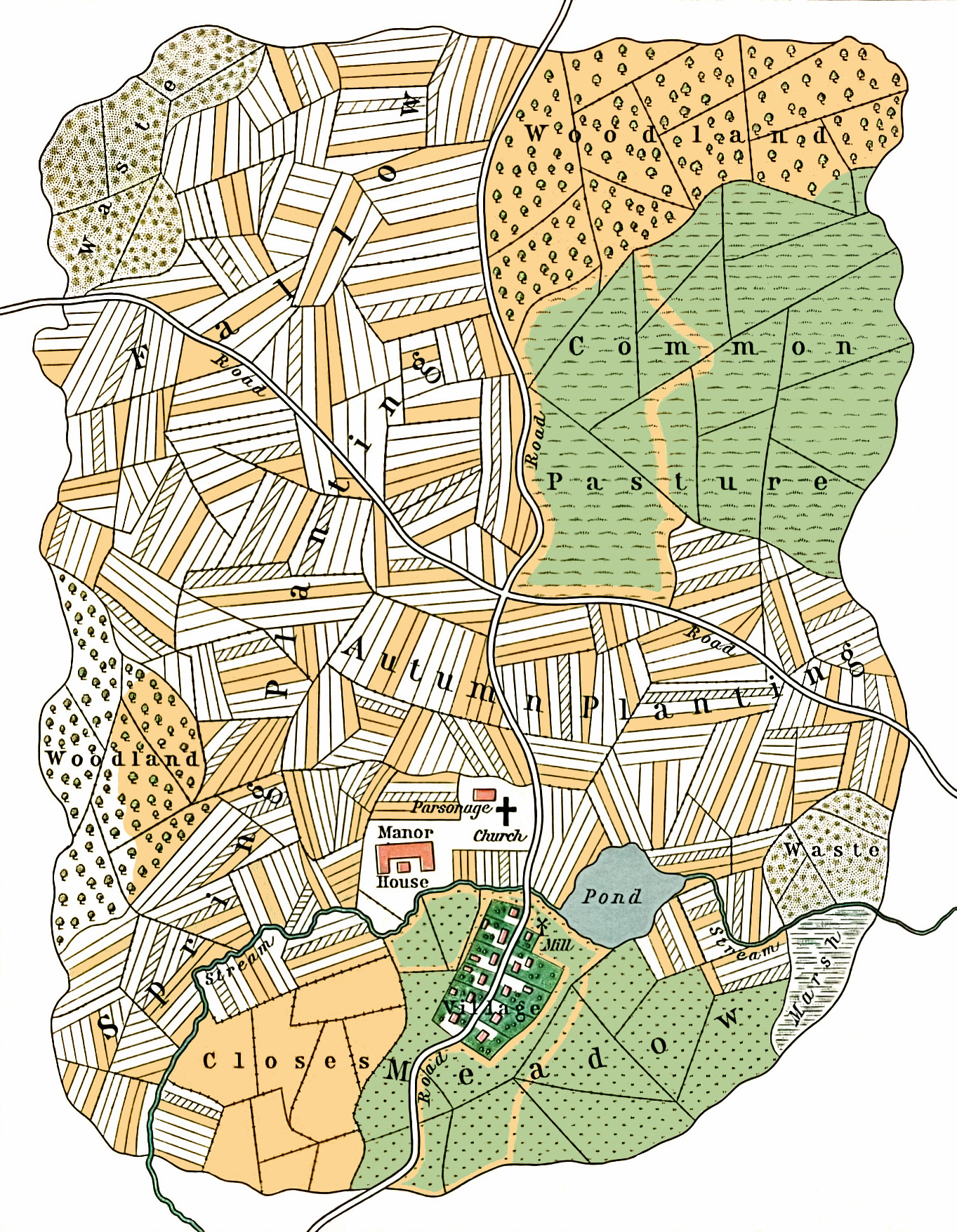
El sistema de campos abiertos fue central para muchas comunidades inglesas medievales.

En el siglo previo a la invasión normanda, las grandes haciendas, en propiedad del rey, obispos, monasterios y thegns, se habían desintegrado poco a poco como una consecuencia de herencias, testamentos, arreglos matrimoniales o compras. El paisaje prenormando tendió a alejarse de las aldeas aisladas hacia pueblos más grandes, dedicados a cultivos arables en una banda que abarcaba del norte al sur de Inglaterra. Estos nuevos pueblos habían adoptado un sistema de campos abiertos, por el cual los campos eran divididos en pequeñas franjas de tierra, de propiedad individual, con una rotación de cultivos cada año, mientras que los bosques locales y otras tierras comunales eran cuidadosamente administrados. La tierra agrícola de un señorío se dividía entre algunos campos que el terrateniente administraría y cultivaría directamente, llamados dominios (demesne), y la mayoría de los campos que sería cultivada por campesinos locales que pagaban una renta al terrateniente, sea a través de trabajo agrícola en el dominio del señor o a través de efectivo o productos. Alrededor de 6000 molinos de agua de potencia y eficiencia variable habían sido construidos con el fin de moler harina, de forma que se liberaba a los campesinos para que realizaran otras tareas agrícolas más productivas. La economía inglesa temprana no era una economía de subsistencia y muchos cultivos fueron producidos por agricultores para su venta en los recientemente creados pueblos.
Inicialmente, los normandos no alteraron significativamente la operación del señorío o la economía de los pueblos. Guillermo reasignó grandes extensiones de tierra entre la élite normanda, con lo cual se crearon vastas propiedades en algunas áreas, en particular, a lo largo de la frontera galesa y en Sussex. El mayor cambio en los años posteriores a la invasión fue la rápida reducción en el número de esclavos en Inglaterra. En el siglo X, los esclavos habían sido muy numerosos, aunque su número había comenzado a declinar como resultado de la presión económica y religiosa; sin embargo, la nueva aristocracia normanda se caracterizó por sus duros señores. Los ricos, anteriormente más independientes, campesinos anglosajones se encontraron a sí mismos descendiendo en la jerarquía económica, aumentando el número de trabajadores no libres o siervos, prohibidos de abandonar su señorío y buscar algún empleo alternativo. Los nobles anglosajones que habían sobrevivido la invasión fueron rápidamente asimilados a la élite normanda o fueron destruidos económicamente.